# Dunagiri
Der Dunagiri ist ein 7066 m hoher Berg im westlichen Himalaya. Er gehört zur Region Garhwal im indischen Bundesstaat Uttarakhand und liegt im Nanda-Devi-Nationalpark.

## Lage und Umgebung
Der Dunagiri liegt am nordwestlichen Ende der sogenannten Sanctuary Wall, einem fast ringförmigen Kamm um den Nanda Devi.

## Besteigungsgeschichte
Von Europäern zuerst bestiegen wurde der Dunagiri am 5. Juli 1939 durch die Schweizer Alpinisten André Roch, Fritz Steuri und David Zogg über die Südwestflanke. 1975 gelang es Joe Tasker und Dick Renshaw den besonders schwierigen Südostpfeiler im Alpinstil zu bezwingen. 1978 wurde er zum vierten Mal von Teilnehmern der ersten australischen Himalaya-Expedition über den Südwestgrat bestiegen.